# Банк аль-Магриб
Банк аль-Магриб (араб. بنك المغرب‎, фр. Bank Al-Maghrib) — центральный банк Марокко.

## История
7 апреля 1906 года на Альхесирасской конференции принято решение о создании Государственного банка Марокко. Банк был создан в Танжере в феврале 1907 года, его акционерами были 12 стран — участниц конференции. В последующем большинство акций были скуплены Францией, и банк перешёл под её контроль. Банк начал выпуск банкнот и монет в 1911 году. В 1920 году принято решение об изъятии ранее выпускавшихся монет «хасани» и банкнот и замене их банкнотами и монетами в марокканских франках.
1 июля 1959 года создан Банк аль-Магриб.